# Liste der Baudenkmäler in Ottobrunn
Auf dieser Seite sind die Baudenkmäler in der oberbayerischen Gemeinde Ottobrunn zusammengestellt. Diese Tabelle ist eine Teilliste der Liste der Baudenkmäler in Bayern. Grundlage ist die Bayerische Denkmalliste, die auf Basis des Bayerischen Denkmalschutzgesetzes vom 1. Oktober 1973 erstmals erstellt wurde und seither durch das Bayerische Landesamt für Denkmalpflege geführt wird. Die folgenden Angaben ersetzen nicht die rechtsverbindliche Auskunft der Denkmalschutzbehörde.

## Ensembles

### Ensemble Terrassenwohnanlage an der Unterhachinger Straße

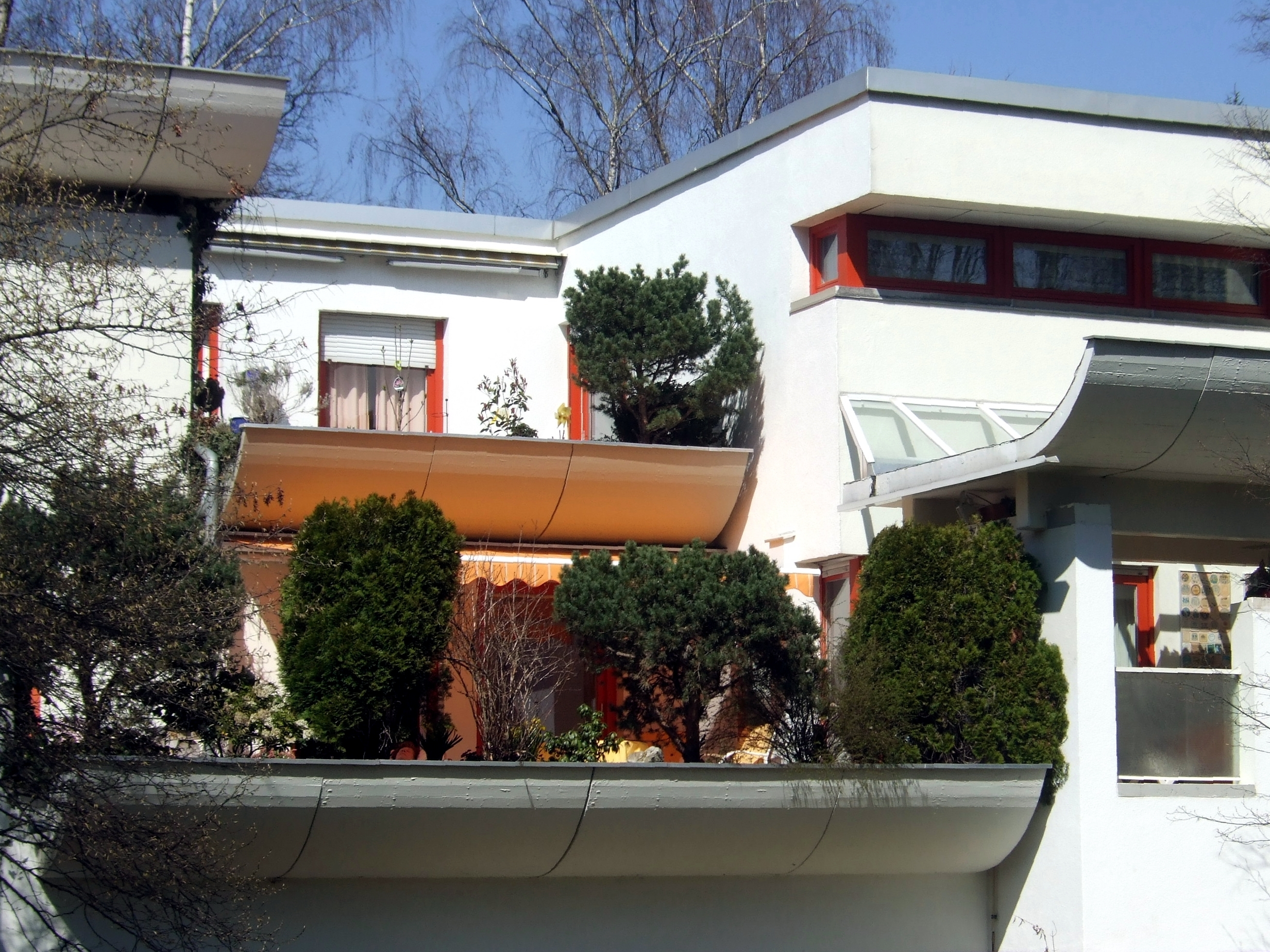
Terrassenwohnanlage in Ottobrunn

Die Wohnanlage an der Unterhachinger Straße bildet mit ihrer Bebauung in einer gestalteten Grünanlage ein Ensemble.
Die Bauunternehmung Georg Eichbauer plante ab 1970 auch als Reaktion auf die steigenden Baupreise im Zuge der anstehenden Olympiade in München eine
Wohnungsanlage mit 100 Wohneinheiten im Umkreis der Stadt zu errichten, deren Finanzierungskonzept einer Eigentumswohnung auf Basis des Erbbaurechtes beinhaltete. Als entwerfenden Architekten wählte er Herbert Kochta. In dem folgenden Entwurf- und Planungsprozess waren der Bauherr und der Architekt gleichermaßen beteiligt. 1973 war die Anlage bezugsfertig.
Die Terrassenwohnanlage mit einer gestalteten Außenanlage lässt sich in drei Bautypen unterteilen. Bei allen drei Typen handelt es sich um versetzt angeordnete Flachdachbauten in Massivbauweise, die vor- und zurückspringen, so dass vorgelagerte Terrassen und Balkone entstehen. Als motivisch, sich wiederholendes Gestaltungsmittel setzte Kochta Betonbogendächer ein, die zu Pflanzentrögen und/oder Überdachungen der Terrassen, der Hauseingänge, für Fahrradständer oder Müllstellen ausgebildet sind. Die Innen- und Außenseiten aller Wände sind weiß verputzt. Die Treppen, Treppentürme, -läufe und
Podeste sowie Brüstungen und die gebogenen Terrassendächer und Tröge sind in Sichtbeton als Fertigteile ausgeführt und die Zwischenpodeste innerhalb der Treppenhäuser sind mit Kleinsteinpflaster belegt. Weitere Akzente setzten die Architekten mit Details wie vertikal geschwungenen Türgriffen, mit einzelnen Farbbetonungen der Holzfenster und Haustüren sowie mit tiefblauen, in die Höhe ragenden Abluftrohren, oder mit bunten, graphischen Signalen, Streifen und Bändern, die kontrastreich auf den Sichtbetonflächen der Treppenaufgänge und -häusern verteilt sind und vom Münchner Kunstmaler Peter Burkart entworfen wurden.
Die Anlage unterliegt einer gesamtgärtnerischen Planung mit einer bewusst eingesetzten Modellierung des Geländes, mit verschiedenen Anpflanzungen von Grünflächen, Bäumen und Sträuchern, mit einem angelegten Wegesystem und Beleuchtungskörpern und in der Zusammenwirkung der einzelnen Positionen der Bauten. Es sind gemeinschaftlich nutzbare Einrichtungen vorhanden. So stehen den Bewohnern zwei Tiefgaragen und den Kindern vier Spielplätze zur Verfügung sowie ein gemeinsames Freibad in der Mitte der Anlage. 
Die Grundrisse der Wohnsiedlung besitzen klare und praktikable Zuschnitte. An jeden Wohnraum ist eine Terrasse auf dem Dach des darunter liegenden Geschosses bzw. im Erdgeschoss ist eine ebenerdige Terrasse als ein privater, grüner Erholungsbereich angeschlossen.
Aktennummer: E-1-84-136-1

## Baudenkmäler
| Lage                                                        | Objekt                                      | Beschreibung | Akten-Nr.     | Bild           |
| ----------------------------------------------------------- | ------------------------------------------- | --- | ------------- | -------------- |
| Albert-Schweitzer-Straße 2 (Standort)                       | Katholische Pfarrkirche St. Albertus-Magnus | burgartig nach außen verschlossener Pultdachbau über unregelmäßigem Grundriss mit zum Altarraum ansteigenden Decken und mächtiger Holzleimbinder-Tragkonstruktion, nach Osten anschließend Kapelle, nach Westen Pfarrsaal und Gemeindezentrum, mit Vorhof und gedecktem Zugang, von Hubert Caspari, 1976/77. | D-1-84-136-7  | weitere Bilder |
| Friedenstraße 17 (Standort)                                 | Katholische Pfarrkirche St. Otto            | Außen runder, innen oktogonaler Zentralbau mit doppelgeschossiger halbrunder Vorhalle, eingezogenem, flachgedecktem Rechteckchor und südlichem Turm, erbaut im modernisierenden Stil des reduzierten Historismus von Friedrich Haindl, 1936/37; mit Ausstattung.                                             | D-1-84-136-1  | weitere Bilder |
| Prinz-Otto-Straße 1 (Standort)                              | Wohnhaus und Gaststätte Waldschlößl         | Zweigeschossiger Zweiflügel-Eckbau mit eingestelltem Zeltdachturm, in historisierenden Formen, 1902. | D-1-84-136-2  | weitere Bilder |
| Prinz-Otto-Straße 20 (Standort)                             | Villa                                       | Zweigeschossiger Satteldachbau mit Eckerker, Zwerchhaus über der Eingangsachse und Putzbänderung, von Oswald Schiller, 1922/23. | D-1-84-136-14 | Villa          |
| Rosenheimer Landstraße (bei Nr. 126) (Standort)             | Ottosäule                                   | Dorische Säule mit Büste des Königs Otto von Griechenland, errichtet zur Erinnerung an dessen Verabschiedung von Bayern am 6. Dezember 1832, gestiftet und gestaltet von Anton Ripfel, enthüllt am 13. Februar 1834. (1977 um neun Meter nach Südwesten versetzt.)                                           | D-1-84-136-3  | weitere Bilder |
| Rosenheimer Landstraße (bei der Burgmaierstraße) (Standort) | Ehemaliges Feldkreuz                        | Anlässlich der 25-Jahrfeier der von Clemens Schöps gegründeten Waldkolonie Ottobrunn gestiftet, frei stehendes Kruzifix mit Kleeblattenden und Corpus, aus Waschbeton, bezeichnet mit „1927“. | D-1-84-136-4  | weitere Bilder |